# Tous les garçons
Tous les garçons – francuski film krótkometrażowy z roku 1992, którego reżyserem jest Ètienne Faure. 

## Obsada
- Pierre Amzallag
- Dominic Bachy
- Sarah Bertrand
- Élodie Bouchez
- Yannick Debain
- Jean-Michel Gravier
- Laurence Guerre
- Eléonore Klarwein
- Esther Legros
- Simon Lelouch
- Sophie Mounicot
- Bénédicte Rochas
- David Thibaut
- Caroline Tribot
- Vanessa Zambernardi